# 2009年世界房車錦標賽智利站
2009年世界房車錦標賽智利站是2009年度世界房車錦標賽的第六站賽事，正式比賽在2009年6月21日於智利馬薩里克賽道上舉行。這是歷來第四次在智利舉行賽事。第一回合由寶馬車隊的派奧勝出，第二回合由寶馬車隊的靴南迪斯勝出。